# Letselschade (Nederland)
Dit artikel betreft de wet- en regelgeving en rechtspraktijk rondom letselschade in Nederland.

## Schadeverhaal
In Nederland heeft uitsluitend de gewonde, ook wel de benadeelde genoemd, recht op vergoeding van zijn of haar letselschade indien een ander aansprakelijk is. Een uitzondering op die regel zijn de kosten die een ander voor de benadeelde betaalt, evenwel op voorwaarde dat de benadeelde die kosten zelf ook had kunnen vorderen. Dit wordt ook wel verplaatste schade genoemd. Shockschade is ook een vorm van schade die aan een ander dan de benadeelde zelf kan worden toegekend.
Ook de werkgever van een gewonde kan de kosten van doorbetaald loon verhalen. (Sociale) verzekeraars hebben ook recht op verhaal van hun uitkeringen.

## Verjaring
Er geldt op grond van art. 3:310 lid 1 BW een absolute verjaringstermijn van 20 jaren bij letselschade en een relatieve verjaringstermijn van vijf jaren na het bekend worden met de schade en de daarvoor aansprakelijke partij. Over die korte verjaringstermijn van vijf jaren heeft de Hoge Raad in het arrest Vellekoop/Wilton Fijenoord van 6 april 2001 (NJ 2002, 383) in rechtsoverweging 3.4.2 beslist dat de zinsnede 'bekend is geworden' (met de schade/opeisbaarheid van de boete of met de daarvoor aansprakelijke persoon) subjectief moet worden opgevat. De dader (aansprakelijke partij) die zich op verjaring van de vordering beroept, moet volgens dit arrest van de Hoge Raad stellen en zo nodig bewijzen dat het slachtoffer daadwerkelijk bekend was met de schade en de aansprakelijke persoon. In het latere arrest BASF Drukinkt B.V./Rensink van de Hoge Raad van 24 januari 2003 (NJ 2003, 300) werd deze rechtsregel bevestigd en werd eraan toegevoegd dat het enkele vermoeden van het bestaan van schade onvoldoende is om de verjaringstermijn te laten aanvangen.
Verder bepaalt art. 3:310 lid 2 BW dat vorderingen uit letsel- en overlijdensschade pas verjaren na 30 jaren in het geval van milieuschade en schade door blootstelling aan gevaarlijke stoffen in de zin van art. 6:175 BW.
In het arrest Koninklijke Schelde B.V./Wijkhuisen van 2 oktober 1998 (NJ 1999, 682) oordeelde de Hoge Raad in rechtsoverweging 3.6.2, dat de verjaringsregels uit art. 3:310 lid 1 en 2 BW ook van toepassing zijn op de aansprakelijkheid van de werkgever op grond van het arbeidsrecht in art. 7:658 BW.
Sinds 1 februari 2004 bepaalt art. 3:310 lid 5 BW dat in afwijking van de absolute verjaringstermijn (van 20 jaren), de relatieve verjaringstermijn van vijf jaren (uit art. 3:310 lid 1 BW) en de verjaringstermijn van 30 jaren uit lid 2 een vordering uit letselschade/overlijdensschade pas vijf jaren na de dag waarop men bekend werd met de schade en de aansprakelijke partij verjaart. Voorheen werd er op grond van vaste jurisprudentie rondom de blootstelling aan asbest al aangenomen dat op grond van de beperkende werking van de redelijkheid en billijkheid (art. 6:248 lid 2 en 6:2 lid 2 BW) een beroep op verjaring onredelijk zou zijn. Het gaat hierbij om verborgen schade waarbij bijvoorbeeld een ziekte pas uitbreekt na het verstrijken van de oude verjaringstermijn van 30 jaren. Deze nieuwe rechtsregel is alleen van toepassing op schadeveroorzakende gebeurtenissen die sinds 1 februari 2004 hebben plaatsgevonden (art. 119b Overgangswet Nieuw Burgerlijk Wetboek).
In twee belangrijke arresten van de Hoge Raad over asbest van 28 april 2000: Van Hese/De Schelde (NJ 2000, 430) en Erven Rouwhof/Eternit (NJ 2000, 431) werd beslist dat een beroep op de verjaringstermijn van 30 jaren uit art. 3:310 lid 2 BW door de beperkende werking van de redelijkheid en billijkheid (art. 6:2 lid 2 BW) onaanvaardbaar kan zijn en dus opzij gezet kan worden. In het arrest Rouwhof/Eternit was de vordering echter al verjaard en ging een beroep op de beperkende werking van de redelijkheid en billijkheid ook niet op, omdat de vordering al eerder had kunnen worden ingesteld: de vordering was nog niet verjaard toen de diagnose mesothelioom werd gesteld.
Bijna een half jaar later besliste de Hoge Raad in rechtsoverweging 3.4 van het arrest Erven Soolsma/Hertel B.V. op 20 oktober 2000 (NJ 2001, 268), dat het van alle omstandigheden van het geval afhangt of een beroep op verjaring naar maatstaven van redelijkheid en billijkheid onaanvaardbaar is (art. 6:2 lid 2 B.W.).

## Arbeidsongevallen en beroepsziekten
Bij het optreden van een beroepsziekte treden vaak juridische kwesties op: wie is er aansprakelijk voor de ziektekosten, maar ook voor immateriële schade.
Wanneer de beroepsziekte is veroorzaakt door het blootstellen aan een gevaarlijke stof, dan is de werkgever aansprakelijk als bedrijfs- of beroepsmatige gebruiker van die stof op grond van artikel 175 van boek 6 van het Burgerlijk Wetboek (art. 6:175 B.W.). Hierbij geldt een risicoaansprakelijkheid: de dader is ook aansprakelijk, als hij geen schuld heeft aan het ontstaan van de schade.
Dit is echter anders met de aansprakelijkheid die rechtstreeks voortvloeit uit het arbeidsrecht: daar geldt een schuldaansprakelijkheid, waarbij de werkgever pas aansprakelijk is als hij niet aan zijn zorgplicht heeft voldaan. Dat wil zeggen, dat hij er niet alles aan heeft gedaan om zijn werknemer op een veilige werkplek te laten werken met de nodige veiligheidsmaatregelen. De aansprakelijkheid, die hier specifiek geldt in de arbeidsrelatie, is vastgelegd in artikel 658 van boek 7 van het Burgerlijk Wetboek (art. 7:658 B.W.).
Dergelijke claims van slachtoffers van beroepsziekten worden vaak behandeld door een letselschadeadvocaat, die zich op het medisch vlak laten adviseren door een medisch adviseur om te kunnen beoordelen of een claim kans van slagen heeft. Letselschadeadvocaat is een specialisatie binnen het beroep van advocaat.

### Letselschade en beroepsziekten van zelfstandigen
Sinds 1 december 2007 komen zelfstandigen die asbestslachtoffer zijn, ook in aanmerking voor een schadevergoeding. De voorwaarde voor een financiële tegemoetkoming zijn: het slachtoffer moet minimaal tien jaren aaneengesloten in Nederland hebben gewoond in de periode dat de asbestbesmetting heeft plaatsgevonden. Verder moet deze besmetting de daadwerkelijke oorzaak zijn van de ziekte op het moment dat die wordt geconstateerd.
Op 23 maart 2012 oordeelde de Hoge Raad in het arrest Davelaar/Allspan Barneveld B.V. (RvdW 2012, 447), dat de opdrachtgever analoog aan art. 7:658 lid 4 BW aansprakelijk is voor de schade van een zelfstandige die hij/zij in de uitoefening van zijn/haar werkzaamheden (voor die opdrachtgever) lijdt.

### Letselschade van ambtenaren
Wanneer een ambtenaar letselschade of een beroepsziekte oploopt in de uitoefening van zijn werkzaamheden kan hij hiervoor zijn werkgever (de overheid) aansprakelijk stellen.
Het bestuursrecht, evenals het bijbehorende bestuursprocesrecht, is dan van toepassing. Er gelden in dat geval de bijzondere bepalingen van de aanvraag van een besluit en de regels van bezwaar en beroep. De aansprakelijkstelling van de overheid wordt dan beschouwd als de aanvraag van een zuiver schadebesluit tot erkenning van de aansprakelijkheid. Hier gelden ook de bijzondere termijnen uit de Algemene wet bestuursrecht.
Soms is echter de burgerlijke (civiele) rechter (in plaats van de bestuursrechter) bevoegd.
De burgerlijke (civiele) rechter behandelt puur civielrechtelijke geschillen tussen burgers onderling (art. 112 lid 1 Grondwet) en heeft een aanvullende rol ten aanzien van rechtsverhoudingen met en tussen overheden.
Deze aanvullende rol heeft de burgerlijke rechter dus op de bestuursrechter zoals hiervoor genoemd.
De burgerlijke rechter is bevoegd in gevallen waarin alleen bezwaar of administratief beroep openstaat en deze bestuursrechtelijke voorprocedure is doorlopen (art. 8:4 Awb.). Als er echter wel beroep op de bestuursrechter openstaat, is de burgerlijke rechter niet-ontvankelijk (arrest Changoe uit 1992).
Wanneer een bestuursrechtelijke voorziening niet wordt benut, gaat de burgerlijke rechter uit van de rechtsgeldigheid/onherroepelijkheid van het besluit of de uitspraak (arrest Heesch/Van den Akker uit 1986). Dit is het beginsel van de “formele rechtskracht”: het besluit of de uitspraak is dan “rechtens onaantastbaar” geworden.
Het beginsel van de formele rechtskracht ziet alleen op het besluit zelf en niet op toezeggingen, mededelingen of voorbereidende handelingen (arrest Staat/Bolsius uit 1990).
Bijzondere regels gelden er bij het zelfstandig (zuiver) schadebesluit. Dit is een besluit van een bestuursorgaan inzake toekenning van schadevergoeding. Ook het besluit tot weigering van schadevergoeding is een zuiver schadebesluit (arrest Van Vlodrop uit 1997).
In het arrest van de Hoge Raad, genaamd Groningen/Raatgever uit 1999, zijn hierover een aantal rechtsregels geformuleerd en ze komen in het kort hierop neer:
Tegen een zelfstandig schadebesluit kan men zowel een vordering instellen bij de bestuursrechter als bij de burgerlijke rechter. Hier geldt een alternatief systeem: men heeft dus de keuze tussen de bestuursrechter en de burgerlijke rechter. Dit geldt alleen als er een onherroepelijk bestuursrechtelijk oordeel is, dat het bestuursorgaan aansprakelijk is voor de schade.
Als men de weg van de bestuursrechtspraak heeft gevolgd en dit beroep is verworpen, dan is men nadien niet-ontvankelijk bij de burgerlijke rechter (kan men dus niet meer bij de burgerlijke rechter terecht).
Men kan bij een zuiver schadebesluit nog naar de burgerlijke rechter, zolang de bestuursrechter nog geen uitspraak heeft gedaan (dus wel na indiening van een beroepschrift, maar vóór de uitspraak).
Deze regels uit het arrest Groningen/Raatgever gelden ook voor het ambtenarenrecht (arrest Staat/Zevenbergen,  ook wel ambtenarenwet III uit 2002).
Een onzelfstandig (onzuiver) schadebesluit houdt in, dat iemand schade heeft geleden door een besluit van een bestuursorgaan: het besluit is dus de oorzaak van de schade.
Volgens art. 7:615 BW zou een ambtenaar niet via het arbeidsrecht uit (titel 7.10 van) het Burgerlijk Wetboek schadevergoeding kunnen vorderen op grond van art. 7:658 BW en 7:611 BW. Maar analoog aan de artikelen 7:658 en 7:611 BW is het sinds de uitspraak van de Centrale Raad van Beroep van 22 juni 2000 (TAR 2000, 112) vaste jurisprudentie dat (...) de ambtenaar - voor zover dit niet reeds voortvloeit uit de van toepassing zijnde rechtspositionele voorschriften - recht heeft op vergoeding van de schade die hij lijdt in de uitoefening van zijn werkzaamheden, tenzij het betrokken bestuursorgaan aantoont dat het zijn verplichtingen is nagekomen de werkzaamheden van de ambtenaar op zodanige wijze in te richten alsmede voor het verrichten van de werkzaamheden zodanige maatregelen te treffen en aanwijzingen te verstrekken als redelijkerwijs nodig is om te voorkomen dat de ambtenaar in de uitoefening van zijn werkzaamheden schade lijdt, of aantoont dat de schade in belangrijke mate een gevolg is van opzet of bewuste roekeloosheid van de ambtenaar.(...)

## Verkeersongevallen
Na een verkeersongeval, vooral bij een kop-staartbotsing, treden er vaak gezondheidsklachten bij het slachtoffer op die een whiplash worden genoemd. Het is belangrijk dat het slachtoffer zich binnen 48 uur bij de huisarts meldt en dat er zo snel mogelijk röntgenfoto's worden gemaakt. Als de bij whiplash behorende gezondheidsklachten langer dan één jaar na het ongeval voortduren, dan spreekt men van het post-whiplash syndroom.
Bij verkeersongevallen gaat het niet alleen om vergoeding van de letselschade van het slachtoffer maar ook van de casco-schade van de auto van het slachtoffer. Het verlies van no claim dient als schadepost bij de letselschade van het slachtoffer te worden opgenomen.

### Juridische aspecten
Op grond van art. 185 van de Wegenverkeerswet is de houder of eigenaar van het motorrijtuig waarmee schade wordt veroorzaakt aan een fietser of voetganger, aansprakelijk voor die schade tenzij er sprake is van overmacht (lid 1). Dit geldt ook als er iemand anders dan de eigenaar of houder achter het stuur zat ten tijde van het ongeval (lid 2).
Op grond van art. 6 van de Wet aansprakelijkheidsverzekering motorrijtuigen (WAM) kan het verkeersslachtoffer rechtstreeks de WAM-verzekeraar van de veroorzaker van het ongeval aanspreken.
Er geldt een afwijkende verjaringstermijn van drie jaren vanaf de datum van het verkeersongeval (art. 10 lid 1 WAM). Bij het bepalen van de bevoegde rechtbank heeft het slachtoffer de keuze om de verzekeraar te dagvaarden voor de rechtbank binnen welk arrondissement de WAM-verzekeraar haar zetel heeft, de rechtbank binnen het arrondissement van de woonplaats van het slachtoffer, of de rechtbank binnen het arrondissement waar het ongeval heeft plaatsgevonden (art. 7 lid 1 WAM). Datzelfde geldt ook als de aansprakelijke natuurlijke persoon wordt gedagvaard (art. 7 lid 2 WAM).

#### Cascoschade
De materiële schade (casco) wordt vergoed via de Overeenkomst Vereenvoudigde Schaderegeling (OVS). Hierin is geregeld dat de casco-schade wordt vergoed als de betrokken verzekeraars het eens zijn over de toedracht van het verkeersongeval. Er zijn verschillende categorieën die onder de OVS vallen en de meest voorkomende zijn OVS 3 (kettingbotsing/achterop aanrijding) en OVS 1 (botsing na een bijzondere verrichting).

#### Schuldloze derde
De regeling van de schuldloze derde houdt in, dat een schade lijdende partij die buiten zijn schuld om bij een schade ongeval betrokken is, nooit de dupe mag worden van een meningsverschil tussen de verzekeraars aangaande de schuldvraag. Het regelt de schadebehandeling bij een verkeersongeval waarbij ten minste twee motorrijtuigen zijn betrokken en een zogenaamde schuldloze derde. Deze partij heeft geen deel gehad aan het ongeval maar lijdt wel schade of heeft letsel. De verzekeraars dienen dan onderling uit te maken wie zich uitlaat over de schuldvraag en wie de zaak gaat regelen. Hoofdregel is dat de verzekeraar die het eerst is aangesproken om de schadebehandeling op zich te nemen, optreedt als regelend verzekeraar. 
Een voorwaarde is wel dat alle betrokken motorrijtuigen verzekerd zijn.
Deze regeling is opgenomen in Bedrijfsregeling nr. 7 van het Verbond van Verzekeraars van 11 december 2002.

## Overlijdensschade
Als het slachtoffer door het ongeval overlijdt, is er sprake van overlijdensschade bij de nabestaanden. Deze nabestaanden die op grond van art. 6:108 BW recht hebben op vergoeding van gederfd levensonderhoud, zijn:
- De echtgenoot/echtgenote of geregistreerde partner en de minderjarige kinderen van de overledene. Het is bij deze groep niet van belang of ze tijdens het leven van het slachtoffer door hem werden onderhouden. Kinderen van 18 jaar en ouder komen niet meer voor vergoeding in aanmerking, tenzij ze studeerden op het moment van overlijden.
- Andere bloedverwanten en aanverwanten van de overledene. Deze groep zal moeten aantonen dat het slachtoffer tijdens het leven in hun onderhoud voorzag.
- Personen die tot het overlijden van het slachtoffer met hem/haar in gezinsverband leefden en die door het slachtoffer werden onderhouden. Deze personen moeten aantonen dat ze ten tijde van het overlijden van het slachtoffer met hem/haar samenwoonden in gezinsverband, het slachtoffer in hun onderhoud voorzag, ze zelf niet in hun eigen onderhoud konden voorzien zonder het slachtoffer en het samenwonen was voortgezet als het slachtoffer nog in leven was geweest.

#### Schadeposten die worden vergoed na overlijden
Na overlijden worden slechts de kosten van lijkbezorging (begrafenis of crematie) en de kosten van gederfd (misgelopen) levensonderhoud vergoed door de aansprakelijke partij. Van de kosten van lijkbezorging worden niet de kosten vergoed die de uitvaartverzekering al vergoed heeft: deze worden in mindering gebracht op de uit te keren schadevergoeding.
Ook uitkeringen uit bijvoorbeeld een levensverzekering of een ongevallenverzekering worden in mindering gebracht op de uit te keren schadevergoeding.
Er is verder geen recht op smartengeld na overlijden, maar als een letselschadeslachtoffer later overlijdt (ten gevolge van zijn/haar letsel) en de letselschadezaak liep al ten tijde van het overlijden, dan kan er onder bepaalde omstandigheden wel een recht op smartengeld ontstaan. Wanneer het smartengeld vóór het overlijden is aangezegd richting de aansprakelijke partij, dan is er wel een recht op smartengeld.

##### Berekening van overlijdensschade
Er zijn twee schadeposten die voor vergoeding van overlijdensschade in aanmerking komen: kosten van lijkbezorging en gederfd levensonderhoud.
Bij de kosten van lijkbezorging moet men denken aan de kosten van de kist, (kerk)dienst, begrafenis- en volgauto's, rouwadvertenties, rouwkaarten, dankbetuigingen enzovoort. 
Op de kosten van lijkbezorging worden de kosten die de uitvaartverzekering vergoed heeft op basis van de verzekering, in mindering gebracht.
Bij gederfd levensonderhoud moet men denken aan het onderhoud waarin de overledene tijdens zijn leven voorzag ten behoeven van zijn/haar minderjarige kind(eren), echtgenoot/geregistreerde partner en iedereen die met hem/haar in gezinsverband samenwoonde. Dat levensonderhoud is dan ten gevolge van het overlijden van het slachtoffer weggevallen en de achterblijvende en voor vergoeding in aanmerking komende nabestaanden moeten zo veel mogelijk worden teruggebracht in hun financiële positie vóór overlijden van het slachtoffer.
Alle uitkeringen uit levensverzekering, ongevallenverzekering, andere verzekeringen en uitkeringen op grond van de ANW worden in mindering gebracht op de vergoeding uit overlijdensschade.

#### Eindpunt vergoeding bij overlijdensschade
De vergoeding van overlijdensschade aan de achterblijvende partner eindigt wanneer deze hertrouwt of duurzaam gaat samenwonen met een nieuwe partner. De vergoeding van overlijdensschade aan kinderen eindigt wanneer deze meerderjarig (18 jaar) worden, behalve wanneer ze ten tijde van het overlijden van hun ouder nog studeerden.

## Aansprakelijkheid
Voordat er schadevergoeding kan worden uitgekeerd, zal de tegenpartij eerst de aansprakelijkheid 'gaaf en onvoorwaardelijk' moeten erkennen.
In deze fase ontstaat vaak al discussie en via een dagvaarding kan de tegenpartij in rechte worden betrokken, waarna de rechtbank kan verklaren dat de tegenpartij aansprakelijk is voor de verschenen en toekomstige schade.
Zodra de aansprakelijkheid is erkend, kan de belangenbehartiger van het slachtoffer om voorschotten op de schadevergoeding vragen bij de aansprakelijke tegenpartij (de verzekeraar).

## Causaliteit
Tussen de schadeveroorzakende gebeurtenis (meestal een ongeval) en de letselschade zal een oorzakelijk verband moeten zijn, anders komt de letselschade niet voor vergoeding in aanmerking. Men spreekt van medische causaliteit als het gaat over het oorzakelijk verband tussen de gezondheidsklachten en een ongeval.
Wanneer door een onrechtmatige daad een risico in het leven is geroepen of is verhoogd, en dit risico verwezenlijkt zich, is daarmee het causaal verband tussen de gedraging en de schade in beginsel gegeven, behoudens de mogelijkheid tot tegenbewijs voor de aansprakelijk gestelde persoon. Dit betekent dat het letsel waarvan beweerd wordt dat dit is opgelopen door het ongeval, duidelijk als gevolg van het ongeval moet zijn.
Is er sprake van een feitelijke bewijsbare relatie tussen de oorzaak en de uiteindelijke schade, dan is voldaan aan het primaire vereiste voor de civielrechtelijke aansprakelijkheid. Deze relatie staat bekend als het conditio sine qua non- verband, wat betekent dat er zonder ongeval geen schade zou zijn geweest.
Als je eerder een ongeval hebt gehad en je ten gevolge van dit eerdere ongeval letselschade hebt opgelopen, dan kan de tegenpartij de preëxistente (eerdere) klachten zien als een verklaring voor de huidige klachten. Dit is mogelijk ook al vond dat eerdere ongeval jaren geleden plaats. De tegenpartij ontkent hiermee, dat je huidige klachten zijn te wijten aan het ongeval waarvoor zij aansprakelijk is gesteld.
Echter, als je volledig was hersteld van het eerdere ongeval op het moment dat je het tweede (nieuwe) ongeval overkwam en je kunt dit ook aantonen door middel van medische stukken en/of verklaringen, dan zullen de eerdere gezondheidsklachten geen problemen opleveren bij het vaststellen van het causale verband. Ook als het nieuwe ongeval de reeds bestaande klachten heeft verergerd, zal dit geen problemen opleveren bij het aannemen van het causale verband.

### Medische informatie (uit de behandelende sector)
Vaak als er een causaliteitsprobleem is ontstaan of als men wil voorkomen dat later alsnog het oorzakelijk verband tussen gezondheidsklachten en het ongeval zou worden bestreden, zal de medische informatie uitkomst kunnen bieden.
Op dat moment heeft de letselschaderegelaar of letselschadeadvocaat al het medisch dossier van zijn cliënt (het letselschadeslachtoffer) opgevraagd uit de medische behandelende sector (de zogenaamde 'curatieve sector').
Hieronder wordt verstaan de informatie van het ziekenhuis waar het slachtoffer mogelijk opgenomen is geweest, de informatie van de huisarts en overige behandelaars die het slachtoffer naar aanleiding van het ongeval heeft bezocht. Ook valt de receptenlijst van de apotheek van het slachtoffer hieronder, waarin staat hoeveel en van welke medicijnen er voorgeschreven is. Deze informatie is van belang om de omvang van de (lichamelijke) schade te beoordelen en controle te hebben op het verloop en de voortgang van uw genezing. Het levert tevens het noodzakelijke bewijs tussen het ongeval en de klachten en beperkingen ten aanzien van de diverse schadeposten.

### Medische expertise
Als er voldoende informatie uit de behandelende sector aanwezig is, kan een medisch specialist (letselschadearts) worden ingeschakeld om een expertise te verrichten. Deze beantwoordt dan schriftelijk in een rapport vragen van de letselschaderegelaar/letselschadeadvocaat van de cliënt en/of vragen van de tegenpartij (de verzekeraar). Het doel van een medische expertise is inzicht te krijgen in de mate van het letsel waarvoor het letselschadeslachtoffer een schadevergoeding vordert. Ook moet worden beantwoord of er een oorzakelijk verband is tussen het ongeval in relatie tot de schade en de ernst van de beperkingen. Hiervoor dient een onafhankelijk oordeel verkregen te worden en mag niet alleen uitgegaan worden van het medisch dossier van de behandelende artsen. De expert dient deze stukken wel mee te wegen in zijn beoordeling. Daarnaast doet de medisch expert zijn eigen onderzoek.
Gaat de expertise in onderling overleg met de tegenpartij (de verzekeraar), dan spreken we over een duale expertise. Is dit niet het geval, dan hebben we het over een eenzijdige expertise. Een eenzijdige expertise heeft minder bewijskracht dan een duale expertise. Wordt er in het kader van een verzoekschriftprocedure (in de zin van art. 202 van het Wetboek van Burgerlijke Rechtsvordering) een expert toegewezen door de rechtbank, dan wordt aan de uitspraken van deze expert een zeer grote waarde gehecht. Dit is overigens zeer gevaarlijk omdat het zo kan zijn dat iemand met een imposant medisch dossier door een onzorgvuldig onderzoek tijdens zo'n fase zijn zaak verliest. Het is de taak van de advocaat of letselschadeexpert om ook in die fase zeer goed op te letten en een eventueel fout rapport te laten blokkeren (via het zogeheten 'blokkeringsrecht') of dusdanig scherpe aanvullende vragen te stellen dat de expert alsnog zijn rapport zal bijstellen. In de praktijk gebeurt het echter zelden dat een medicus maar ook een arbeidsdeskundige zijn professionele opinie bijstelt.
Er kan afhankelijk van de ernst van het letsel om meerdere medische expertises gevraagd worden, bijvoorbeeld wanneer iemand zowel orthopedisch als neuropsychologisch letsel heeft.
Een duale expertise wordt betaald door de aansprakelijke partij, maar een eenzijdige expertise zal het letselschadeslachtoffer zelf moeten voorschieten.

#### Blijvende invaliditeit (B.I.)
De blijvende invaliditeit is "elke in de toekomst niet voor verbetering vatbare beschadiging van het lichaam (zowel naar bouw als naar verrichtingen) en/of geest, als rechtstreeks gevolg van een ongeval". In rapporten van medische expertises wordt de blijvende invaliditeit vaak als een percentage ten opzichte van de gehele persoon (G.P.) / gehele mens uitgedrukt. Dit wordt ook wel de functionele invaliditeit (F.I.) genoemd.
Dit percentage geeft aan hoeveel procent van het gehele lichaam van het letselschadeslachtoffer is beschadigd ten gevolge van de schadeveroorzakende gebeurtenis.
Het percentage arbeidsongeschiktheid staat hier los van, want een pianist die zijn pink eraf heeft, is volledig (100 %) arbeidsongeschikt voor zijn beroep, maar omdat zijn pink slechts een klein deel van zijn gehele lichaam vormt, is het percentage B.I. t.o.v. de gehele mens lager.
De percentages 'blijvende invaliditeit (t.o.v. de gehele mens)' worden door de medisch adviseur of expertiserend medisch specialist berekend op basis van de zogenoemde AMA Guides.

### Verzekeringsgeneeskundig arts
Als vaststaat dat er een oorzakelijk verband is tussen de gezondheidsklachten en het ongeval dat het letselschadeslachtoffer is overkomen, is vervolgens van belang of het slachtoffer ten gevolge van deze gezondheidsklachten nog in staat is om te werken in het huishouden en in loonvormende arbeid.
De verzekeringsarts die wordt ingeschakeld stelt een Functionele Mogelijkheden Lijst (FML) vast waarin hij aangeeft wat de beperkingen zijn van het letselschadeslachtoffer.
De Functionele Mogelijkheden Lijst (FML) bestaat uit zes categorieën: 
1. Persoonlijk functioneren
2. Sociaal functioneren
3. Aanpassing aan fysieke omgevingseisen
4. Dynamisch handelen
5. Statische houdingen
6. Werktijden

Verzekeringsartsen zijn ook werkzaam voor het UWV, waar ze worden ingezet voor bijvoorbeeld de WIA-keuringen. Ook hierbij stellen ze een FML op.

### Arbeidsdeskundige
Als de verzekeringsarts (verzekeringsgeneeskundig arts) een Functionele Mogelijkheden Lijst (FML) heeft opgesteld, dient de arbeidsdeskundige aan de hand van deze lijst met beperkingen (van het letselschadeslachtoffer) onderzoek te plegen naar hetgeen het slachtoffer op basis van zijn/haar opleiding, curriculum vitae (C.V.), leeftijd en affiniteit ten aanzien van de diverse mogelijke functies nog zou kunnen doen. Met andere woorden, hij gaat kijken of het letselschadeslachtoffer zijn/haar eigen werk nog kan doen c.q. of passend (ander) werk mogelijk is. Vervolgens gaat hij bepalen wat het letselschadeslachtoffer met die functie zou kunnen verdienen en hoeveel uur het slachtoffer in die functie nog zou kunnen werken, rekening houdende met zijn/haar beperkingen.
Aan de hand van dit arbeidskundig onderzoek kan de uiteindelijke uitval in privé en voor werk bepaald worden en dus ook de schade wat betreft de zelfwerkzaamheid en het vermogen tot het verrichten van arbeid (het verlies aan arbeidsvermogen).

#### De arbeidsdeskundige bij het UWV
De arbeidsdeskundige bij het UWV moet kijken of hij op basis van de beperkingen uit de Functionele Mogelijkheden Lijst (FML) van de verzekeringsarts, functies kan duiden. Het UWV gebruikt hiervoor het CBBS-systeem. Hierin staan vele functies waarbij stuk voor stuk is gekeken welke lichamelijke en psychische beperkingen gelden voor die functies. Dus hoeveel moet er binnen dat beroep getild worden? Hoe vaak moet je reiken en tillen? Hoeveel kilo moet je dan dragen en gedurende hoeveel uur? Betreft het hier complex werk of niet etc. Aan de hand van deze reeds bekende criteria die allemaal in een computer zijn ingevoerd, zoekt de arbeidsdeskundige alternatieve functies passend bij de klachten en beperkingen van de persoon.
Daarbuiten doet de arbeidsdeskundige aanvullend onderzoek naar de verdiensten. Hij bepaalt wat het maatman/maatvrouw inkomen is en in hoeverre dit afwijkt van de verdiensten vóór het ongeval. Hij komt dan tot een percentage, het afschattingspercentage, ervan uitgaande dat die persoon medisch gezien niet in staat is om het eigen werk of ander passend werk te verrichten.

## Regresvorderingen
Anderen dan het letselschadeslachtoffer kunnen in verband met dezelfde letselschade ook een claim indienen tegen de aansprakelijke partij. Dit zijn de werkgever van het slachtoffer, de zorgverzekeraar en het UWV.
De positie van de regresnemende partij is achtergesteld ten opzichte van die van het slachtoffer. Dat wil zeggen dat de vordering van het slachtoffer sterker is. Het slachtoffer hoeft dus minder te doen om zijn schade en het oorzakelijke verband hiervan te bewijzen.

### Regresvordering van de werkgever
Als een werknemer arbeidsongeschikt is tijdens een arbeidsovereenkomst is de werkgever verplicht het loon door te betalen op grond van art. 7:629 BW gedurende 104 weken (2 jaren). Deze kosten van de loondoorbetalingsplicht kan de werkgever verhalen op de veroorzaker (lees: de aansprakelijke partij) van de letselschade van zijn werknemer op grond van art. 6:107a BW.

### Regresvordering van de ziektekostenverzekeraar
De ziektekostenverzekeraar die moest uitkeren om de ziektekosten van het letselschadeslachtoffer te vergoeden, kan deze kosten verhalen op de veroorzaker van de letselschade (de aansprakelijke partij).

### Regresvordering van het UWV
Wanneer een letselschadeslachtoffer door zijn arbeidsongeschiktheid uiteindelijk geen werkgever meer heeft, neemt het UWV de inkomensvoorziening over via de WIA en desnoods eerst via de Ziektewet. De kosten hiervan kan het UWV eveneens verhalen op de veroorzaker van de letselschade (de aansprakelijke partij) van de letselschade van de uitkeringsgerechtigde.

## Soorten schade
In de letselschade kunnen verschillende soorten schade (schadeposten) aan de orde komen. Deze kunnen worden verhaald op de aansprakelijke partij.

### Verlies aan verdienvermogen (vav)
Dit is het verlies van de capaciteit om arbeid te verrichten en daarmee inkomsten te verwerven. Het gaat daarbij niet uitsluitend om het werk, dat de betrokkene ten tijde van het ongeval verrichtte, maar om het verdienvermogen in het algemeen. Het wordt als regel aangeduid met 'verlies aan verdienvermogen' of 'verlies aan arbeidscapaciteit'. De term inkomstenderving is minder juist, omdat men ook inkomsten kan derven buiten de situatie dat sprake is van het verlies van het vermogen om te werken.
Om deze schade te berekenen, zijn er speciale rekenbureaus die een rekenrapport (actuariële berekening) opstellen - meestal in opdracht van het letselschadebureau of de letselschadeadvocaat - waaruit blijkt hoe hoog het verlies aan verdienvermogen van het slachtoffer bedraagt. Er wordt hierbij rekening gehouden met verschillende factoren zoals pensioen, sterftekanscorrectie, recht op promotie en loonsverhoging etc. Ook de pensioenschade en een eventuele studievertraging van langer dan een jaar moeten worden meegewogen.
Aan het bewijs van het verlies aan verdienvermogen mogen volgens de jurisprudentie van de Hoge Raad niet al te hoge eisen worden gesteld, zoals bleek uit het arrest Vehof/Helvetia (HR 15-05-1998, NJ 1998, 624). Daarna heeft de Hoge Raad in het arrest Van Sas/Interpolis (HR 14-01-2000, NJ 2000, 437) al beslist, dat deze in de toekomst te lijden schadepost moet worden berekend na afweging van de goede en kwade kansen.
Nu veel rekenbureaus bij de berekening van het verlies aan verdienvermogen al rekening houden met zowel positieve factoren - zoals kans op promotie en loonsverhoging - als negatieve factoren - kans op eerder overlijden of faillissement van de werkgever - is aan de eisen uit de jurisprudentie van de Hoge Raad in Vehof/Helvetia en Van Sas/Interpolis al voldaan.

### Kosten van huishoudelijke hulp
Door het letsel dat het slachtoffer heeft opgelopen, zal hij/zij wellicht hulp moeten inschakelen bij het verrichten van de huishoudelijke werkzaamheden.
De Hoge Raad heeft in het arrest Losser/Kruidhof (NJ 1999, 564) (het arrest 'Johanna Kruidhof') beslist dat een slachtoffer ook vermogensschade lijdt indien de voor hem of haar noodzakelijke hulpverlening niet wordt uitbesteed aan professionele hulpverleners maar aan familieleden, in dit arrest de ouders van Johanna Kruidhof.
Voor de vraag of deze schade voor vergoeding in aanmerking komt, achtte de Hoge Raad de omstandigheden van het geval beslissend. Daarvoor zijn ten minste van belang:
de hulpbehoevendheid van het slachtoffer, de wijze waarop het familielid (de familieleden) zijn/haar (hun) vrije tijd hebben besteed aan het helpen van het slachtoffer, of het een redelijke beslissing van het familielid (de familieleden) was om het slachtoffer te helpen en de aannemelijkheid dat het slachtoffer anders professionele hulp tegen betaling had ingeschakeld als zijn/haar familielid (familieleden) niet bereid of niet in staat waren de vereiste hulp te bieden.
Uit het arrest van de Hoge Raad in de zaak Krüter-Van de Pol/Wilton-Fijenoord (HR 06-06-2003, NJ 2003, 504) blijkt dat de rechtsregel uit het eerdergenoemde arrest Losser/Kruidhof ook analoog van toepassing is op andere familieleden zoals een echtgenoot of echtgenote.
De schadepost van huishoudelijke hulp komt dus niet alleen voor vergoeding in aanmerking als het letselschadeslachtoffer professionele (thuis)hulp heeft. Ook maakt het niet uit, dat de professionele (thuis)hulp geen kosten in rekening brengt of geen kosten in rekening kan brengen, wat de Hoge Raad besliste in het arrest van 5 december 2008, ECLI:NL:HR:2008:BE9998.

### Ziektekosten zoals de kosten van verpleging en/of opname in het ziekenhuis
Door een ongeval kan het slachtoffer in het ziekenhuis belanden of zal het slachtoffer verpleging nodig hebben. De kosten hiervan kunnen eveneens verhaald worden op de aansprakelijke partij.

### Kosten van buitengerechtelijke rechtsbijstand
Deze kosten komen op grond van art. 6:96 BW voor vergoeding in aanmerking door het slachtoffer. Het gaat dan om kosten die het slachtoffer heeft gemaakt om buiten rechte vergoeding van zijn letselschade proberen te vorderen van de tegenpartij. Als het slachtoffer hiertoe een letselschadebureau of een letselschadeadvocaat heeft ingeschakeld, komen de kosten hiervan voor rekening van de tegenpartij en zijn ze totdat ze zijn voldaan, nog schade van het slachtoffer. 
Er gelden wel een tweetal voorwaarden: Het moet redelijk zijn dat de kosten zijn gemaakt (was het terecht dat het slachtoffer een bureau of advocaat inschakelde) en ook de hoogte van de kosten moet redelijk zijn. Dit wordt de 'dubbele redelijkheidstoets' genoemd en is eveneens gebaseerd op art. 6:96 BW.
Sinds het arrest Drenth van de Hoge Raad van 3 april 1987 (NJ 1988, 275) is het mogelijk dat de buitengerechtelijke kosten, gemaakt voor de bepaling van de aansprakelijkheid en het schadebedrag, worden verhaald op de veroorzaker van het ongeluk. Een rechtsoverweging uit dit arrest luidt: "Wie ten gevolge van een ander onrechtmatige schade lijdt, zal bij het vaststellen en begroten daarvan, alsmede bij zijn pogingen in der minne vergoeding te krijgen niet zelden behoefte hebben zich, gezien de moeilijke feiten en juridische vragen die zich daarbij kunnen voortdoen, door een of meer deskundigen te doen bijstaan, vooral als ook aan de zijde van de aansprakelijke deskundigen optreden. Voor zover de  benadeelde in de gegeven omstandigheden redelijk handelde door zich van deskundige bijstand te voorzien, behoort de aansprakelijke de daaraan verbonden kosten, voor zover deze redelijk zijn, te dragen, want het is zijn onrechtmatige daad die tot het maken daarvan heeft geleid…."
Deze uitspraak was bijna 5 jaren vóór de invoering van het Nieuw Burgerlijk Wetboek per 1 januari 1992 en liep toen al vooruit op art. 6:96 BW.

### Smartengeld of immateriële schade
Smartengeld wordt gevorderd wegens gederfde levensvreugde en bij psychische schade zoals PTSS of een burn-out wegens 'aantasting in de persoon'.
Indien een letselschadetraject lang duurt vanwege een niet-welwillende houding van de wederpartij, kan het smartengeldbedrag dat het slachtoffer kan vorderen, hoger uitvallen. Verder is de hoogte van het smartengeld afhankelijk van de ernst van de verwondingen.

### Verlies zelfwerkzaamheid
Het letselschadeslachtoffer kan zich door zijn/haar letsel niet meer zelf redden en bepaalde klussen in en om het huis niet meer verrichten. De Letselschaderaad, voorheen Nationaal Platform Personenschade (NPP), heeft een richtlijn opgesteld om deze schadepost te berekenen en dit gaat volgens formules uit die richtlijn, afhankelijk van de woonsituatie van het letselschadeslachtoffer en de mate van onderhoud die de woning vergt.

### Overige schadeposten
Andere schadeposten zoals aangepast vervoer, de kosten van een aanpassing aan de woning, en bijvoorbeeld reiskosten in verband met het bezoek aan behandelend artsen, kunnen voor vergoeding in aanmerking komen als ze in verband staan tot het opgelopen letsel. Ook medische hulpmiddelen zoals een nekkraag of speciale schoenen kunnen voor vergoeding in aanmerking komen.

### Wettelijke rente
In geval van een verplichting tot schadevergoeding op grond van een onrechtmatige daad is de wettelijke rente zonder ingebrekestelling verschuldigd.
De hoofdregel is dat wettelijke rente verschuldigd is ongeacht de grondslag voor de niet tijdig nagekomen verbintenis tot betaling van een geldsom. Meestal zal de grondslag een onrechtmatige daad zijn.
Vanaf het moment van het ongeval, dat de benadeelde daardoor schade lijdt of zal lijden in zijn vermogen, heeft de benadeelde een opeisbare vordering op de aansprakelijke partij en kan totdat partijen het eens kunnen worden met de slotverrekening, over het nog openstaande bedrag tevens de wettelijke rente opeisen.
De wettelijk rente is een vooraf door de wet vastgestelde vergoeding voor een te late betaling of voor een nog openstaande vordering uit de schadesom. De hoogte van de wettelijke rente wordt middels een algemene maatregel van bestuur (a.m.v.b.) vastgesteld, hetgeen in art. 6:120 BW staat. Dit heet de rentevoet.
Tot 1 januari 1992 moest de wettelijke rente nog verplicht worden aangezegd, maar met invoering van het nieuwe Burgerlijk Wetboek is de verplichting van wettelijke rente wettelijk vastgelegd.

### Economische kwetsbaarheid
Hierbij is de vraag aan de orde in welke mate het slachtoffer schade derft doordat hij tijdelijk of langdurig arbeidsongeschikt is geweest. Zit hij in de WIA/Ziektewet? Wat is de invloed van de duur van de revalidatie alsmede de huidige situatie op het carrièrepad c.q. de promotiekansen? Wat is de kans voor het slachtoffer om hier nadelige gevolgen van te ondervinden indien hij elders solliciteert?
Dit wordt dus uitgedrukt in economische kwetsbaarheid (EK). Als de aansprakelijkheidsverzekeraar de volledige post 'verlies arbeidsvermogen' (v.a.v.) betaalt, kan er geen sprake meer zijn van economische kwetsbaarheid.
Van economische kwetsbaarheid is ook vaak sprake als een letselschadeslachtoffer na het ongeval alsnog carrière of promotie maakt met een verhoging van het inkomen tot gevolg. De vraag is dan in hoeverre het slachtoffer deze 'beter betaalde baan' volhoudt (vanwege het letsel) en het slachtoffer is op die manier nog steeds economisch kwetsbaar.

### Rekenrapport
In een rekenrapport (actuariële berekening) staat de berekening van het verlies aan arbeidsvermogen (v.a.v.) en pensioenschade. In het eerdere letselschadetraject is vastgesteld dat je deze schade hebt geleden en in de toekomst nog zal lijden ten gevolge van het ongeval.
Het verlies aan arbeidsvermogen wordt in het rekenrapport berekend door een vergelijking te maken met de huidige inkomenssituatie na het ongeval en de hypothetische situatie waarin het ongeval niet had plaatsgevonden (het inkomen zonder ongeval).
Bij het inkomen zonder ongeval worden ook berichten van de werkgever over de eventuele carrièrekansen van het letselschadeslachtoffer berekend. Hierbij wordt gevraagd wat het slachtoffer had kunnen verdienen als het ongeval niet had plaatsgevonden.
Ook kan de rekenmeester opdracht krijgen tot het mee laten rekenen van andere variabelen gedurende een bepaalde looptijd. Denk hierbij aan huishoudelijke hulp en verlies van zelfwerkzaamheid.
Een rekenrapport is werk voor specialisten en kost nogal behoorlijk wat geld. Het opstellen ervan dient dan ook alleen te gebeuren in zaken met een omvangrijke schade omdat anders de tegenpartij (verzekeraar) hoogstwaarschijnlijk de kosten ervan niet zal willen betalen.
Het is verstandig om zo'n rekenrapport te laten opstellen omdat er vaak bij de verzekeraar discussie ontstaat over de omvang van de schade en de schadepost 'verlies aan arbeidsvermogen' (v.a.v.) meestal de hoogste schadepost van de totale vordering is.
Hoewel volgens vaste jurisprudentie sinds de arresten Vehof/Helvetia (Hoge Raad 15 mei 1998, NJ 1998, 624) en Van Sas/Interpolis (Hoge Raad 14 januari 2000, NJ 2000, 437) niet al te hoge eisen mogen worden gesteld aan het bewijs van het hypothetische inkomen (zonder ongeval), verdient het toch aanbeveling dit inkomen te laten berekenen. Een rekenrapport maakt op die manier een groot deel van de schade inzichtelijk.
Ook wordt het aanbevolen dit door een rekenmeester te laten doen, waarvan beide partijen akkoord gaan met zijn inschakeling. Dit voorkomt eventuele discussies achteraf over de objectiviteit en betrouwbaarheid van de ingeschakelde rekenmeester.
In het rekenrapport worden geen uitspraken gedaan over de causaliteit, noch over het medisch dossier en ook niet over de juridische aspecten van de letselschadezaak.
Er is regelmatig discussie tussen belangenbehartigers en verzekeraars over een aantal actuariële aspecten, zoals de rekenrente, de welvaartscorrectie, de kapitalisatiedatum/peildatum en de herbeleggingsfictie.
Rekenmeesters worden vaak door letselschaderegelaars of letselschadeadvocaten extern ingeschakeld, maar soms heeft een letselschadekantoor ook een eigen calculatieafdeling waar één of meer rekenmeesters werkzaam zijn.

#### De peildatum bij het berekenen van de omvang van de letselschade
Op 30 januari 1953 (NJ 1953, 624) heeft de Hoge Raad al beslist dat toekomstige schade ontstaat op de datum van het ongeval en dat die schade op dat moment kan worden bepaald. 
De Hoge Raad heeft in het arrest van 19 april 1959 (NJ 1954, 603) bepaald dat het slachtoffer recht heeft op zoveel mogelijk zekerheid dat de door hem in de toekomst te lijden schade zal worden vergoed. Daarom is het van belang dat van de juiste peildatum wordt uitgegaan. 
Hierover bepaalde de Hoge Raad in de arresten van 17 oktober 1997 (NJ 1998, 508) en 11 juli 2003 (NJ 2003, 603; ECLI:NL:HR:2003:AF7884) dat de feitenrechters zoals rechtbank en Gerechtshof een discretionaire bevoegdheid hebben bij het bepalen van de peildatum voor de kapitalisatie voor de berekening van toekomstige letselschaden.
In het arrest van 30 november 2007 (RvdW 2007, 1025; ECLI:NL:HR:2007:BA4606) gaf de Hoge Raad de doorslag in rechtsoverweging 4.4: Indien de rechter over een lange periode te lijden schade begroot op een gekapitaliseerd bedrag ineens, moet deze schade geacht worden te zijn geleden op de bij de kapitalisatie tot uitgangspunt genomen peildatum. Deze wijze van schadebegroting strekt ertoe de benadeelde ter vergoeding van zijn schade een zodanig bedrag ineens toe te kennen dat dat, hem op de peildatum uitbetaalde, bedrag inclusief het daarover na de peildatum te realiseren rendement, toereikend zal zijn voor de betaling van alle toekomstige schadeposten. Indien dit bedrag eerst na de peildatum aan de benadeelde wordt uitgekeerd lijdt hij dus, door gemis aan rendement, nadeel dat door betaling van wettelijke rente behoort te worden vergoed.
Verder oordeelde de Hoge Raad in rechtsoverweging 5.3: Zoals uit het hiervoor overwogene blijkt, heeft de rechter bij het begroten van schade de vrijheid om de geleden en te lijden schade te kapitaliseren in een bedrag ineens naar een peildatum die geruime tijd voor zijn uitspraak ligt. Ook bij een dergelijke wijze van begroting blijft evenwel uitgangspunt dat zoveel als redelijkerwijs mogelijk is de werkelijk geleden en te lijden schade behoort te worden begroot.

## Schadebeperkingsplicht
Het letselschadeslachtoffer moet zo veel mogelijk binnen redelijke grenzen maatregelen treffen ter beperking van zijn/haar schade en ter voorkoming van nieuwe schade. Wanneer het slachtoffer dit niet doet, dan kan de verzekeraar van de tegenpartij stellen, dat hij op grond van eigen schuld (art. 6:101 BW) een deel van de schade niet hoeft te vergoeden.
Alles wat eraan gedaan kan worden om de schade te beperken, moet gedaan worden. Dit is van belang om te voorkomen, dat de verzekeraar in het buitengerechtelijke traject en de rechter in het procestraject zullen kunnen oordelen dat het letselschadeslachtoffer minder schadevergoeding krijgt vanwege (gedeeltelijke) eigen schuld aan het ontstaan van zijn/haar schade.
Manieren om de schade te beperken zijn: een inkomenstenbron te zoeken om het verlies aan verdienvermogen (deels) te beperken, waarbij te denken valt aan het voldoende solliciteren naar betaalde banen en het accepteren van een betaalde baan of het starten van een eigen bedrijf voor zover het letselschadeslachtoffer daartoe lichamelijk en/of geestelijk in staat is. Ook het voltooien van een nog lopende studie kan als schadebeperkende inspanning beschouwd worden.

## Afwikkeling van een letselschadezaak
Het is altijd een lastige keuze regelen/schikken van een zaak of nog verdergaan en eventueel jarenlang procederen. Het is altijd onzeker of de eindregeling (de schikking) wel voldoende is.
Soms kan het verstandig zijn dat het letselschadeslachtoffer een voorbehoud in zijn/haar zaak laat opnemen, zoals een medisch voorbehoud. Dit houdt in dat bij toenemende klachten de mogelijkheid blijft bestaan tot heropening van de letselschadezaak. Er zijn in een letselschadezaak meerdere voorbehouden mogelijk. Denk hierbij aan een voorbehoud in geval van afschatting van de WAO/WIA (zie hierna onder het kopje WAO-/WIA-/WAZ-voorbehoud), een voorbehoud dat het letselschadeslachtoffer zijn/haar baan de komende tien jaar kan volhouden enzovoort. In principe kunnen partijen alles met elkaar afspreken. In de praktijk wil een verzekeraar echter geen of zo min mogelijk voorbehouden in een letselschadezaak.
Een eindafwikkeling is het belangrijkste moment in een letselschadezaak. Immers het letselschadeslachtoffer kan nadien niet meer bij de verzekeraar terecht, behalve als er een voorbehoud is. Het is dan ook van groot belang dat alle schadecomponenten verdisconteerd zijn in de eindregeling. Vraagt u zich af of het op tafel liggende aanbod in uw zaak wel afdoende is?
Bij de vraag of het voorstel tot schadevergoeding van de letselschade wel voldoende is, zijn de volgende vragen van belang.
- Is de aansprakelijkheid in de letselschadezaak voor 100% (volledig) erkend? Als er sprake is van eigen schuld, moet bekeken worden of hier nog iets tegen te doen valt.
- Is er geen discussie over de medische causaliteit? Bij een discussie over de medische causaliteit wordt betwist dat de gezondheidsklachten door het ongeval veroorzaakt zijn. Als een deel van de schade niet toewijsbaar is aan het ongeval, zal de verzekeraar het slachtoffer korten in de looptijd van zijn/haar schade en dus minder schadevergoeding uitkeren.
- Zijn alle schadeposten wel onderzocht en inzichtelijk gemaakt?
- Was er geen noodzaak tot het maken van een rekenrapport?

Bij een duurschade mag deze vraag zeker gesteld worden. In dat geval is van belang wie de schadestaat maakte en wie de totale schadeopstelling maakte. Wanneer dit de expert van de verzekeraar was, is dit soms in het nadeel van het slachtoffer omdat de verzekeraar zijn schade graag wil beperken.
In de regel geldt dat het sluiten van een letselschadezaak definitief is. Alleen als een zaak zo duidelijk onredelijk is afgesloten dat partijen beter hadden moeten weten, dan is er de mogelijkheid om deze te heropenen. De enige andere mogelijk buiten de gang naar de rechter is een mogelijk voorbehoud (zoals een medisch voorbehoud) die in een letselschadezaak opgenomen kan zijn.
De redenen dat een letselschadeslachtoffer zijn zaak wil sluiten zijn onder andere: 
- De zaak heeft te lang geduurd en het slachtoffer is het zat.
- Het letselschadeslachtoffer realiseert zich dat een procedure nog jaren kan duren.
- Het letselschadeslachtoffer komt door de lange looptijd van zijn zaak in financieel zwaar weer.
- De eigen belangenbehartiger (letselschaderegelaar, letselschadeadvocaat of rechtsbijstandsverzekeraar) wil het dossier sluiten en het slachtoffer weet niet hoe hij/zij verder moet.
- Het letselschadeslachtoffer is blij met het  behaalde resultaat en wil graag zijn/haar zaak sluiten.

### Belastinggarantie (fiscale garantie)
Aangezien de schadevergoeding - ook vergoeding van het verlies van verdienvermogen (de inkomensschade) - netto wordt uitbetaald, dient de benadeelde bij de afwikkeling van zijn schadeclaim een belastinggarantie van de wederpartij te vorderen. Zo kan het risico op een eventuele belastingaanslag worden afgewenteld op de aansprakelijke partij.

### WAO-/WIA-/WAZ-voorbehoud
Aangezien er bij letselschadeslachtoffers vaak sprake is van volledige of gedeeltelijke arbeidsongeschiktheid, dient de benadeelde van de aansprakelijke partij te vorderen dat een eventuele vermindering of beëindiging van de arbeidsongeschiktheidsuitkering, zal worden gecompenseerd door de aansprakelijke partij. Dit wordt een WAO-voorbehoud genoemd, maar het komt ook voor onder de naam WIA-voorbehoud of WAZ-voorbehoud, afhankelijk van welke arbeidsongeschiktheidsuitkering het slachtoffer ontvangt.
Sinds het arrest van het Gerechtshof Arnhem van 21 december 2004, ECLI:NL:GHARN:2004:AU4722, rolnr. 2003/599, is het vaste rechtspraak dat een bovengenoemd voorbehoud dient te worden verleend voor het geval dat de kwade kans zich voltrekt dat de huidige arbeidsongeschiktheidsuitkering van het slachtoffer wordt verlaagd of helemaal wordt beëindigd.

## Speciale bureaus
Er is de laatste jaren een groot aantal bureaus ontstaan, die gespecialiseerd zijn in het geven van adviezen bij het verhalen van letselschade. De kosten die een bureau aan de benadeelde voor de adviezen en werkzaamheden in rekening brengt, komen in beginsel voor rekening van de aansprakelijke verzekeraar (art. 6:96 BW), zodra de aansprakelijkheid is erkend.
Sommige bureaus werken op no-cure-no-paybasis (ook wel "contingency fee"). Dat wil zeggen dat zij een percentage van het verhaalde bedrag als honorarium inhouden. Wanneer al op voorhand duidelijk is dat de tegenpartij volledig aansprakelijk gesteld kan worden, heeft een no-cure-no-payregeling over het algemeen weinig zin. Immers de schade, ook van de rechtsbijstand door een bureau, wordt bij volledige aansprakelijkheid door de tegenpartij vergoed. Dit zou bij een no-cure-no-payregeling zelfs betekenen dat het bureau met een op voorhand grote kans van zekerheid extra wordt uitbetaald: door de tegenpartij die verplicht is de rechtsbijstand schade te vergoeden én door de klant van het bureau die immers een no-cure-no-payafspraak heeft gemaakt en een deel van zijn schadevergoeding moet afdragen. Voor advocaten was het overigens tot 1 januari 2014 niet toegestaan op no-cure-no-paybasis te werken. Gedragsregel 25 van de Gedragsregels van de Nederlandse Orde van Advocaten verbood dit. Sinds 2014 is er een vijfjarige proefperiode tot 2019 voor advocaten om op basis van no cure, no pay te werken.

## Letselschade-advocaten
Binnen de advocatuur is er een groot aanbod van gespecialiseerde advocaten. Ook hun kosten worden in beginsel betaald door de verzekeraar van degene, die aansprakelijk is voor de letselschade.
Een groot deel van hen is aangesloten bij de Vereniging van Letselschade Advocaten (LSA). Advocaten die aan de lidmaatschapsvereisten van de LSA voldoen, kunnen ook lid worden van de Vereniging van Advocaten voor Slachtoffers van Personenschade (ASP).

## Rechtsbijstandverzekering
Een rechtsbijstandverzekeraar kan op grond van een verzekeringspolis de belangen behartigen van een slachtoffer in een letselschadezaak. Wel geldt hier een beperking in de dekking van de polis. Meestal is deze beperkt tot een omvang van bijvoorbeeld € 10.000,-. Dit betekent dat slechts tot dat bedrag een letselschadezaak door een rechtsbijstandverzekeraar kan worden behartigd en dat er zekerheid moet zijn over het verdere traject.
Tegenwoordig zijn er ook met diverse verzekeraars aanvullende convenanten gemaakt ten behoeve van de rechtsbijstandsverzekeraars, zoals de PIV-staffel. Dit betekent dat ook hun kosten voor vergoeding c.q. verdere vergoeding in aanmerking kunnen komen.
Bij ontevredenheid over de behandeling van een letselschadezaak door een rechtsbijstandverzekeraar, kan men altijd wisselen van belangenbehartiger en bijvoorbeeld naar een letselschadeadvocaat gaan.
In heel veel gevallen kunnen de advocaatkosten daarna verhaald worden op de tegenpartij, maar soms ook niet.
Een belangrijk onderdeel van de rechtsbijstandspolis is de zogenaamde geschillenregeling.
In een “oude” polis staat in de geschillenregeling nog vermeld dat indien je het niet eens bent met de wijze van behandeling, je de zaak kunt voorleggen aan een advocaat van jouw keuze.
De advocaat schrijft vervolgens een advies aan de rechtsbijstandsverzekeraar.
Indien de advocaat je gelijk geeft, wordt de behandeling van de zaak daarop aangepast dan wel overgedragen aan de advocaat van jouw keuze en zal de rechtsbijstandsverzekeraar de kosten van de advocaat betalen.
Heb je een “nieuwe” polis, dan staat in de geschillenregeling meestal vermeld dat het advies van de advocaat door de rechtsbijstandsverzekeraar wordt vergoed maar dat, indien de advocaat je gelijk heeft gegeven, de rechtsbijstandsverzekeraar de zaak verder gaat behandelen met inachtneming van het advies van de advocaat.
Verder staat vaak in de polis vermeld dat als de zaak, vanwege de ontstane vertrouwensbreuk, toch wordt overgedragen aan een advocaat, dat niet dezelfde advocaat (of een kantoorgenoot van die advocaat) mag zijn die het advies heeft geschreven.

## Externe adviseurs
Letselschadeadvocaten en speciale letselschadebureaus laten zich veelal adviseren door externe deskundigen. Het gaat hier bijvoorbeeld om medisch adviseurs, rekenbureaus, medische deskundigen (expertiserend artsen, letselschadeartsen) en arbeidsdeskundigen.

## Keurmerk Letselschade
De Stichting Keurmerk Letselschade te Alphen aan den Rijn geeft sinds januari 2008 keurmerken uit aan letselschadebureaus en advocatenkantoren op het gebied van letselschade en overlijdensschade.
Op deze manier worden er kwaliteitsnormen vastgesteld en gehandhaafd door de Stichting Keurmerk Letselschade. Ook wordt getracht te voorkomen dat letselschadeslachtoffers een 'fout' letselschadekantoor/-advocatenkantoor kiezen, want de letselschadebureaus en advocatenkantoren die op de lijst van de keurmerkkantoren staan, voldoen aan bepaalde kwaliteitsnormen. Het wil echter niet zeggen, dat bureaus of advocatenkantoren die niet beschikken over een dergelijk keurmerk, foute kantoren zijn.

### Andere kwaliteitswaarborgen
Naast het Keurmerk Letselschade wordt er ook via belangen- en vakorganisaties gewerkt aan het verbeteren van de letselschadebehandeling.

#### NIVRE
Letselschaderegelaars kunnen individueel voor hun letselschadebedrijf ingeschreven staan in het register van de stichting Nederlands Instituut van Register Experts (NIVRE) te Rotterdam.
Via het verstrekken van een programma van Permanente Educatie aan de letselschade-experts wordt er continu gewerkt aan verbetering van de kwaliteit van de letselschadebehandeling.

#### Nederlands Instituut van Schaderegelaars (NIS)
De vereniging Nederlands Instituut van Schaderegelaars (NIS) te Amsterdam is opgericht op 24 januari 1980 en is een beroepsorganisatie van de letselschaderegelaars en personenschaderegelaars. Deze vereniging stelt zich volgens haar statuten ten doel om de deskundigheid en de vakbekwaamheid van de letselschaderegelaars te verbeteren en te bewaren.

##### Vereniging voor Letselschade Advocaten (LSA)
De Vereniging voor Letselschade Advocaten (LSA) te Doorn is in 1995 opgericht om een kwaliteitswaarborg te bieden voor advocaten op het gebied van letselschade.
De letselschadeadvocaten die hierbij zijn aangesloten hebben meer dan 5 jaren praktijkervaring en hebben de Grotius-opleiding met goed gevolg doorlopen. Verder moet de LSA-advocaat zich jaarlijks bijscholen op zijn vakgebied.

#### Vereniging voor Advocaten voor Slachtoffers Personenschade (ASP)
De Vereniging voor Advocaten voor Slachtoffers Personenschade (ASP) te Leeuwarden is in 1997 opgericht. Wanneer een letselschadeadvocaat voldoet aan de lidmaatschapsvereisten van de LSA (zie hiervoor), dan kan hij/zij ook lid worden van de ASP.
Het doel van deze vereniging is het versterken van de positie van de letselschadeslachtoffers, omdat ASP-advocaten uitsluitend voor slachtoffers werken (en niet voor verzekeraars). Binnen de vereniging wordt er steeds gewerkt aan kwaliteitsverbetering via het bijscholen van de advocaten.

#### Branchevereniging Nederlandse Letselschade Experts (NLE)
In 1998 werd de Branchevereniging Nederlandse Letselschade Experts (NLE) opgericht en deze is gevestigd in Zeist. Momenteel zijn hier 17 letselschadekantoren uit heel Nederland bij aangesloten, die uitsluitend voor letselschadeslachtoffers en niet voor verzekeraars werken.

## Gedragscode Behandeling Letselschade (GBL)
De rechtenfaculteit van de Universiteit van Tilburg heeft in 2006 in samenwerking met de belangrijkste organisaties van slachtoffers, verzekeraars, advocaten, medische deskundigen en organisaties als de ANWB en de Consumentenbond de Gedragscode Behandeling Letselschade (GBL) opgesteld.
Deze gedragscode bevatte 20 beginselen waaraan zowel letselschadebehandelaars als tegenpartijen (verzekeraars) zich zouden moeten houden. De kern hiervan was dat het letselschadeslachtoffer centraal staat en dat er steeds het harmoniemodel werd nagestreefd waarbij er zo veel mogelijk harmonie moest zijn tussen het slachtoffer en de verzekeraar van de tegenpartij.
De beroepsorganisatie van letselschadeadvocaten de vereniging Advocaten voor Slachtoffers Personenschade (ASP) was echter tegen de Gedragscode omdat advocaten alleen met de eigen cliënten afspraken mogen maken en niet met anderen zoals de tegenpartij (verzekeraars).
De uitvoering en de handhaving van de Gedragscode ligt bij de Letselschade Raad, voorheen het Nationaal Platform Personenschade (NPP).
De gedragscode is geen wet en in elke individuele letselschadezaak kunnen de belangenbehartiger en de tegenpartij (verzekeraar) met elkaar afspreken of ze zich aan de Gedragscode Behandeling Letselschade zullen houden.
De belangrijkste beginselen waren dat de betrokken partijen streefden naar een afwikkeling binnen twee jaar (Beginsel 5), dat tijdens het eerste gesprek nog geen afspraken worden gemaakt die het letselschadeslachtoffer binden (Beginsel 6), dat er een behandelplan letselschade werd opgesteld (Beginsel 7), dat er snel duidelijkheid moest komen over de aansprakelijkheid (Beginsel 10), dat bij aanvaarding (erkenning) van de aansprakelijkheid de verzekeringsmaatschappij voorschotten en onbetwiste vergoedingen uitkeerde (Beginsel 11) en dat wanneer het overleg spaak liep, een neutrale persoon werd ingeschakeld (Beginsel 16).
Voor de toekomst moesten partijen op grond van Beginsel 14, als omstandigheden moeilijk objectief vaststelbaar zijn, bespreken wat zou kunnen gebeuren en scenario’s opstellen. Zij keken hoe waarschijnlijk ieder scenario is. Naar rato daarvan bepaalden zij de schadevergoeding.

### Gedragscode Behandeling Letselschade 2012 (GBL 2012)
In november 2012 trad de nieuwe Gedragscode Behandeling Letselschade in werking. De nieuwe Gedragscode is vereenvoudigd ten opzichte van de vorige versie uit 2006 en bestaat nu uit nog maar 10 Gedragsregels waardoor het aantal gedragsregels is gehalveerd. De gedragsregels sluiten (beter) aan bij de volgorde van het letselschadetraject.
De verzekeraar van de aansprakelijke partij is verplicht binnen 14 dagen (2 weken) na de aansprakelijkstelling de ontvangst hiervan te bevestigen (Gedragsregel 2) en is ook verplicht binnen 14 dagen (2 weken) na de erkenning of vaststelling van de schade uit te keren aan het slachtoffer (Gedragsregel 7).
Zo snel mogelijk na de aansprakelijkstelling start de verzekeraar een onderzoek naar de aansprakelijkheid van haar verzekerde (Gedragsregel 3).
Binnen drie maanden na de aansprakelijkstelling neemt de verzekeraar van de tegenpartij een standpunt in: erkenning van de aansprakelijkheid of afwijzing van de aansprakelijkheid (Gedragsregel 4).
Er wordt nog steeds gestreefd een letselschadezaak binnen 2 jaren na aanmelding bij de verzekeraar af te wikkelen, maar lukt dit om één of andere reden niet, dan vindt er een evaluatie plaats op initiatief van de verzekeraar van de aansprakelijke partij. De partijen in de letselschadezaak spreken dan concreet af welke maatregelen nodig zijn om de schadebehandeling alsnog zo spoedig mogelijk af te ronden en wie zorg draagt voor de uitvoering daarvan (Gedragsregel 8).
Als de schaderegeling vastloopt, brengen partijen in kaart waar het probleem ligt en proberen zo spoedig mogelijk tot een oplossing te komen (Gedragsregel 9). En als dat niet lukt dan kan een derde worden ingeschakeld waarbij de voorkeur is dat partijen deze beslissing gezamenlijk nemen (Gedragsregel 10).

## Convenanten
In 2004 werd door de stichting Personenschade Instituut van Verzekeraars (P.I.V.), het initiatief genomen tot het het sluiten van overeenkomsten tussen verzekeraars en schaderegelingsbureaus. Het doel hiervan was om de schaderegeling soepeler te laten verlopen, wat vooral in het belang van het slachtoffer zou zijn. Volgens de PIV-staffel werden de aan het schaderegelingsbureau te vergoeden buitengerechtelijke kosten (op grond van art. 6:96 BW) gekoppeld aan de totale schadevergoeding van het slachtoffer. Dit waren slechts bijkomende kosten zoals de door de belangenbehartiger gewerkte uren, kilometervergoeding, kantoorkosten en btw. Hierbij gold een maximaal normbedrag van 
€ 45.000,--. 
De overige door de belangenbehartiger gemaakte kosten zoals het inschakelen van externe deskundigen, vielen buiten de destijds geldende regeling.
In 2007 werd er door de P.I.V. een ruimere voorschotregeling ingevoerd. Het normbedrag werd daarbij verhoogd van € 45.000,-- naar 
€ 250.000,--. En als een letselschadebureau een convenant had gesloten met een verzekeraar, werd er door die verzekeraar een 'entree-bedrag' uitgekeerd van € 5.000,-- bij aanvang als voorschot op de buitengerechtelijke kosten-vergoeding. Dit bedrag werd in 2009 verhoogd tot € 6.500,--. Er kwamen in de nieuwe PIV-regeling van 2007 wel strengere voorwaarden waarbij verplichte overeenstemming moest zijn tussen de convenantpartijen ten aanzien van de inschakeling van externe deskundigen en de aan hen te stellen vragen. Maar daarnaast waren de convenantpartijen wel vrij in het sluiten van andere convenanten die van het PIV afweken. Daarnaast ontvingen de schaderegelingsbureaus een percentage tussen de 17% en 21% van de totale schadevergoeding van het letselschadeslachtoffer (hun cliënt) in de vorm van een vergoeding van hun buitengerechtelijke kosten, bij afwikkeling (einde) van de letselschadezaak.
Letselschadeadvocaten is het verboden om zulke convenanten te sluiten, omdat ze volgens Gedragsregel 25 lid 3 van de Nederlandse Orde van Advocaten niet mogen overeenkomen, "dat het salaris een evenredig deel zal bedragen van de waarde van het door zijn bijstand te bereiken gevolg, behoudens wanneer dit geschiedt in overeenstemming met een landelijk of plaatselijk voor bepaalde categorieën van zaken door de Orde geadviseerd tarief." In de convenanten is het honorarium immers via een percentage (17 - 21%) gebonden aan de totale schadevergoeding die aan het letselschadeslachtoffer (de cliënt) wordt uitgekeerd. 
Dit wordt het verbod van 'quota pars litis' genoemd.
In het tv-programma TROS Radar werden op 11 januari 2010 geheime beloningsakkoorden tussen tien verzekeraars en het no-cure-no-payletselschadebureau Pals Groep bekendgemaakt. Dit zijn convenanten, waarbij onder meer is afgesproken dat de verzekeraar een percentage van 21% van het schadebedrag uitbetaalt, boven op de schadevergoeding van het slachtoffer, als vergoeding voor de buitengerechtelijke kosten. Naar aanleiding hiervan heeft het SP-Tweede Kamerlid Arda Gerkens Kamervragen gesteld aan de toenmalige minister van Justitie Ernst Hirsch Ballin. In zijn reactie gaf de minister aan dat hij op de hoogte is van de betreffende convenanten en dat deze niet geheim zijn, maar publiekelijk bekend. Daarnaast gaf de minister aan dat deze convenanten juist in het belang van de cliënt zijn opgesteld.

## Akte van cessie
Een akte van cessie is een verbintenis waarbij in dit geval het letselschadeslachtoffer een deel van zijn schadeclaim aan iemand anders overdraagt, meestal aan een belangenbehartiger.
In een letselschadezaak waarbij het slachtoffer zijn vordering cedeert (overdraagt) aan iemand anders, komt het erop neer dat het slachtoffer recht heeft op de tegenprestatie van de 'koper' onder de specifieke voorwaarden van het contract.
Het letselschadeslachtoffer moet er dan wel rekening mee houden dat hij/zij mogelijk niets meer te zeggen heeft over zijn/haar eigen zaak. Die zaak is immers niet meer van hem/haar behalve als uit het contract blijkt dat het slachtoffer zijn/haar vordering terug kan krijgen/kopen/vorderen c.q. de overeenkomst kan ontbinden. De inhoud van het contract is dan ook van groot belang.
Zodra de aansprakelijk is erkend is een akte van cessie overbodig, aangezien de belangenbehartiger dan op grond van art. 6:96 lid 2 BW zijn kosten rechtstreeks kan declareren bij de aansprakelijke partij (de verzekeraar).

### Nadelen van de akte van cessie
De volgende nadelen zijn aan de akte van cessie verbonden:
1. Het letselschadeslachtoffer heeft niets meer over zijn/haar eigen zaak te vertellen.
2. Het letselschadeslachtoffer raakt onnodig een groot deel van zijn/haar schadevergoeding kwijt.
3. Er vindt geen verrekening plaats van de buitengerechtelijke kosten met de inhouding die gedaan wordt.
4. Als de koper van het letselschadecontract een bedrijf is, zal hij over de totale ontvangen schadevergoeding btw moeten afdragen. Het letselschadeslachtoffer raakt aldus een onnodig deel van zijn/haar zaak kwijt.
5. Als het letselschadeslachtoffer van zijn/haar contract af wil en de koper van de letselschadezaak niet wil meewerken, dan zal de koper in rechte moeten worden betrokken.

## No cure, no pay
Sommige letselschadebureaus werken op basis van no cure, no pay en ontvangen daarna op basis van het 'no-cure-no-paycontract' met de cliënt (het letselschadeslachtoffer) een honorarium dat is gebaseerd op een percentage van de schadevergoeding van het slachtoffer.
Hierover is via de media al discussie ontstaan, omdat een letselschadekantoor zijn werkzaamheden op grond van art. 6:96 BW rechtstreeks in rekening kan brengen bij de aansprakelijke partij (de verzekeraar) nadat deze de aansprakelijkheid heeft erkend. En wanneer een letselschadekantoor ook nog eens een honorarium van het letselschadeslachtoffer (als percentage van diens schadevergoeding) ontvangt, noemt men dit dubbel declareren.
Advocaten mochten tot 1 januari 2014 op grond van Gedragsregel 25 lid 2 van de Nederlandse Orde van Advocaten niet werken op no-cure-no-paybasis. Ook art. 2 lid 1 van de Verordening op de praktijkuitoefening (onderdeel Resultaatgerelateerde Beloning) bepaalde dat advocaten niet mogen overeenkomen dat slechts bij het behalen van een bepaald resultaat salaris in rekening wordt gebracht. Advocaten mogen echter sinds 2014 bij wijze van experiment wel no cure, no pay toepassen. Er geldt een maximum voor de vergoeding, namelijk 25% (of 35% als de advocaat ook de externe kosten voorfinanciert) van de opbrengst van de zaak voor de cliënt. De Orde wil zo voorkomen dat er in de praktijk onredelijk hoge vergoedingen ontstaan, en dat een advocaat zijn eigen belang voor dat van zijn cliënt laat gaan. Het experiment zal vijf jaar duren.
Er zijn ook enkele letselschadeadvocaten geweest die het voor hen destijds geldende no-cure-no-payverbod hebben omzeild door een apart letselschadekantoor op te richten dat wel zaken op no-cure-no-paybasis mag aannemen. Vervolgens speelt dit kantoor de letselschadedossiers door aan het advocatenkantoor zodra er bijvoorbeeld rechtsmaatregelen moeten worden getroffen, waartoe het letselschadekantoor zonder advocaat niet bevoegd is.
Op no cure, no pay in de letselschade ontstaat de minste kritiek als de aansprakelijkheid nog niet is erkend door de tegenpartij en dit waarschijnlijk nog heel lang zal gaan duren.

## Contract op uurbasis
Als alternatief voor 'no cure, no pay' geldt het contract op basis van uurtarief. Een letselschadeadvocaat zou dit vanwege Gedragsregel 25 lid 2 van de Nederlandse Orde van Advocaten uitsluitend mogen aangaan, omdat no cure, no pay voor advocaten verboden is op grond van die gedragsregel.
Op grond van art. 6:96 lid 2 BW kan de letselschaderegelaar of letselschadeadvocaat zijn kosten rechtstreeks declareren bij de aansprakelijke partij, waardoor de cliënt (het letselschadeslachtoffer) geen 'Uurtje-factuurtje' krijgt en dus niet het uurtarief verschuldigd is.